# Ньютаунканнингем

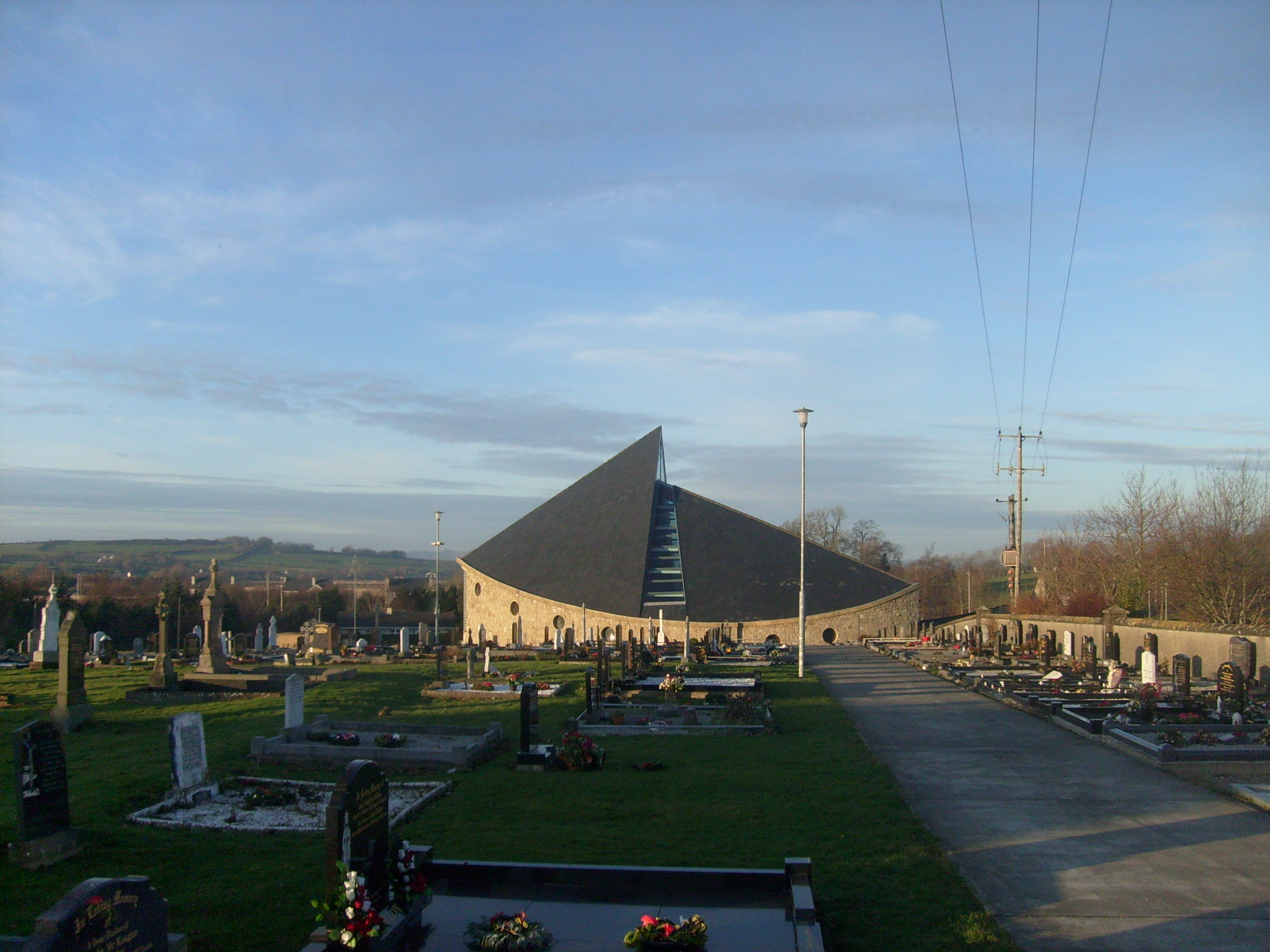

Ньютаунканнингем (англ. Newtowncunningham; ирл. An Baile Nua) — деревня в Ирландии, находится в графстве Донегол (провинция Ольстер).

## Демография
Население — 999 человек (по переписи 2006 года). В 2002 году население было 663 человек.
Данные переписи 2006 года:
| Общие демографические показатели |               |                               |                               |      |      |
| Всё население                    | Всё население | Изменения населения 2002—2006 | Изменения населения 2002—2006 | 2006 | 2006 |
| 2002                             | 2006          | чел.                          | %                             | муж. | жен. |
| 663                              | 999           | 336                           | 50,7                          | 510  | 489  |